# Шичжу-Туцзяский автономный уезд
Шичжу-Туцзяский автономный уезд (кит. упр. 石柱土家族自治县, пиньинь Shízhù Tǔjiāzú zìzhìxiàn) — автономный уезд города центрального подчинения Чунцин (КНР). Уезд назван в честь горы Шичжушань («гора каменных столбов»), находящейся в его восточной части.

## География
Шичжу-Туцзяский автономный уезд расположен на востоке центральной части города Чунцин, на берегу реки Янцзы. Протяженность уезда с запада на восток 56,2 км, с севера на юг 98,3 км, уезд занимает территорию в 3 012,51 км². Рельеф уезда состоит из горных ландшафтов.
Территорию в 1 940,4 км² (64,4 %) занимает часть уезда, находящаяся на высоте свыше 1000 метров над уровнем моря. На высоте от 500 до 1000 метров находится территория в 885,1 км² (29,4 %), ниже 500 метров занимает территория в 187 км² (6,2 %). Относительная высота уезда 1815,1 метров над уровнем моря, самая высокая точка имеет высоту 1 934,1 м, самая низкая точка — 119 метров.

## История
При империи Цин в этих местах был создан Шичжуский комиссариат (石砫厅).
Когда после Синьхайской революции образовалась Китайская республика, в 1913 году подчинённая комиссариату территория была преобразована в уезд Шичжу (石砫县)
В 1959 году в официальном написании названия уезда второй иероглиф был заменён с 砫 на 柱. В 1983 году уезд Шичжу был преобразован в Шичжу-Туцзяский автономный уезд провинции Сычуань.
В 1997 году уезд был передан под юрисдикцию Чунцина.

## Население
В уезде проживают представители таких национальных меньшинств, как мяо, туцзя, монголы и хуэйцзу.

## Административно-территориальное деление
Уезд делится на 17 посёлков и 15 волостей.

Посёлки: Наньбинь (南宾镇), Сито (西沱镇), Сялу (下路镇), Юэлай (悦崃镇), Линьси (临溪镇), Дасе (大歇镇), Саньхэ (三河镇), Хуаншуй (黄水镇), Мау (马武镇), Шацзы (沙子镇), Ванчан (王场镇), Яньси (沿溪镇), Лунша (龙沙镇), Юйчи (鱼池镇), Лэншуй (冷水镇), Ваньчао (万朝镇), Цяотоу (桥头镇).

Волости: Саньсин (三星乡), Лютан (六塘乡), Лунтань (龙潭乡), Саньи (三益乡), Ванцзя (王家乡), Сисинь (洗新乡), Цзиньлин (金铃乡), Фэнму (枫木乡), Хуанхэ (黄鹤乡), Личан (黎场乡), Шицзя (石家乡), Чжунъи (中益乡), Хэцзуй (河嘴乡), Синьюэ (新乐乡), Цзиньчжу (金竹乡).